# فرحان الفرحان
فرحان سليمان الفرحان مواليد 20 يناير 1995 في ، السعودية، هو لاعب كرة قدم سعودي يلعب في نادي الصقر.

## مسيرة اللاعب
لعب سابقاً في نادي النجمة.